# 孔切伊
孔切伊（義大利語：Concei），是意大利特伦蒂诺-上阿迪杰大区特伦托自治省的一个旧市镇。总面积30平方公里，人口862人，人口密度28.7人/平方公里（2009年）。ISTAT代码为022065。
2010年1月1日孔切伊市镇与其他市镇一起合并为新的莱德罗市镇。